# Daan Ibrahim
Daan Ibrahim (Purmerend, 8 december 1995) is een Nederlands voetballer die als aanvaller voor RKAV Volendam speelt.

## Carrière
Daan Ibrahim maakte zijn debuut voor Almere City FC op 30 oktober 2015, in de met 2-1 gewonnen thuiswedstrijd tegen Achilles '29. Hij kwam in de 85e minuut in het veld voor Khalid Tadmine. In het seizoen erna, 2016/17, kwam hij alleen in Jong Almere in actie. In 2017 vertrok hij transfervrij naar Helmond Sport, waar hij een amateurcontract tekende. Hier speelde hij tweeënhalf jaar, tot hij eind 2019 stopte omdat hij het spelen van profvoetbal op amateurbasis niet langer kon combineren met zijn maatschappelijke carrière. Hij keerde terug bij zijn oude club RKAV Volendam.

### Statistieken
| Seizoen                       | Club                | Land           | Competitie         | Competitie | Competitie | Beker | Beker | Totaal | Totaal |
| Seizoen                       | Club                | Land           | Competitie         | Wed.       | Dlp.       | Wed.  | Dlp.  | Wed.   | Dlp.   |
| ----------------------------- | ------------------- | -------------- | ------------------ | ---------- | ---------- | ----- | ----- | ------ | ------ |
| 2015/16                       | Almere City FC      | Nederland      | Eerste divisie     | 1          | 0          | 0     | 0     | 1      | 0      |
| 2016/17                       | Almere City FC      | Nederland      | Eerste divisie     | 0          | 0          | 0     | 0     | 0      | 0      |
| 2016/17                       | Jong Almere City FC | Nederland      | Derde divisie Zat. | 30         | 6          | –     | –     | 30     | 6      |
| 2017/18                       | Helmond Sport       | Nederland      | Eerste divisie     | 3          | 0          | 0     | 0     | 3      | 0      |
| 2018/19                       | Helmond Sport       | Nederland      | Eerste divisie     | 1          | 0          | 0     | 0     | 1      | 0      |
| 2019/20                       | Helmond Sport       | Nederland      | Eerste divisie     | 8          | 0          | 0     | 0     | 8      | 0      |
| Carrièretotaal                | Carrièretotaal      | Carrièretotaal | Carrièretotaal     | 43         | 6          | 0     | 0     | 43     | 6      |
| Bijgewerkt op 7 februari 2020 |                     |                |                    |            |            |       |       |        |        |